# Теорема Гельмана — Фейнмана
Теоре́ма Ге́льмана — Фе́йнмана — соотношение в квантовой механике, показывающее изменение собственного значения гамильтониана, не зависящего от времени, в зависимости от параметра. Впервые было выведено независимо друг от друга Г. Гельманом в 1936 году и Р. Фейнманом в 1939 году. Широко применяется в квантовой химии под названием электростатическая теорема. Из этой теоремы следует, что электрическая сила, действующая на ядра молекул в веществе, представляет собой сумму классических электростатических сил отталкивания со стороны других ядер и притяжения со стороны электронного облака молекулы.

## Формулировка
Рассмотрим квантовомеханическую систему с гамильтонианом {\displaystyle H}, не зависящим от времени. Предположим, что гамильтониан этой системы {\displaystyle H(\lambda )} зависит от параметров {\displaystyle \lambda }. Тогда от этих
параметров будут зависеть собственные числа {\displaystyle E_{n}(\lambda )} и собственные волновые функции {\displaystyle \Psi _{n}(\lambda )} гамильтониана: 
{\displaystyle H(\lambda )\Psi _{n}(\lambda )=E_{n}(\lambda )\Psi _{n}(\lambda )}.
Тогда справедливо соотношение, показывающее, как изменяется собственное число {\displaystyle E_{n}(\lambda )} при изменении параметра {\displaystyle \lambda }: 
{\displaystyle {\frac {\partial E_{n}(\lambda )}{\partial \lambda }}=\int \Psi _{n}^{*}(\lambda ){\frac {\partial H(\lambda )}{\partial \lambda }}\Psi _{n}(\lambda )d\tau }

### Вывод
В обозначениях Дирака теорема доказывается прямым дифференцированием среднего (λ — независимый непрерывный параметр):
{\displaystyle {\begin{aligned}{\frac {\mathrm {d} E_{\lambda }}{\mathrm {d} \lambda }}&={\frac {\mathrm {d} }{\mathrm {d} \lambda }}\langle \psi _{\lambda }|{\hat {H}}_{\lambda }|\psi _{\lambda }\rangle =\\&={\bigg \langle }{\frac {\mathrm {d} \psi _{\lambda }}{\mathrm {d} \lambda }}{\bigg |}{\hat {H}}_{\lambda }{\bigg |}\psi _{\lambda }{\bigg \rangle }+{\bigg \langle }\psi _{\lambda }{\bigg |}{\hat {H}}_{\lambda }{\bigg |}{\frac {\mathrm {d} \psi _{\lambda }}{\mathrm {d} \lambda }}{\bigg \rangle }+{\bigg \langle }\psi _{\lambda }{\bigg |}{\frac {\mathrm {d} {\hat {H}}_{\lambda }}{\mathrm {d} \lambda }}{\bigg |}\psi _{\lambda }{\bigg \rangle }=\\&=E_{\lambda }{\bigg \langle }{\frac {\mathrm {d} \psi _{\lambda }}{\mathrm {d} \lambda }}{\bigg |}\psi _{\lambda }{\bigg \rangle }+E_{\lambda }{\bigg \langle }\psi _{\lambda }{\bigg |}{\frac {\mathrm {d} \psi _{\lambda }}{\mathrm {d} \lambda }}{\bigg \rangle }+{\bigg \langle }\psi _{\lambda }{\bigg |}{\frac {\mathrm {d} {\hat {H}}_{\lambda }}{\mathrm {d} \lambda }}{\bigg |}\psi _{\lambda }{\bigg \rangle }=\\&=E_{\lambda }{\frac {\mathrm {d} }{\mathrm {d} \lambda }}\langle \psi _{\lambda }|\psi _{\lambda }\rangle +{\bigg \langle }\psi _{\lambda }{\bigg |}{\frac {\mathrm {d} {\hat {H}}_{\lambda }}{\mathrm {d} \lambda }}{\bigg |}\psi _{\lambda }{\bigg \rangle }\\&={\bigg \langle }\psi _{\lambda }{\bigg |}{\frac {\mathrm {d} {\hat {H}}_{\lambda }}{\mathrm {d} \lambda }}{\bigg |}\psi _{\lambda }{\bigg \rangle }\,.\end{aligned}}}
Здесь предполагается, что волновые функции — это собственные функции гамильтониана.